# Desa Pasirjambu (administrativ by i Indonesien, lat -6,69, long 107,28)
Desa Pasirjambu är en administrativ by i Indonesien.   Den ligger i provinsen Jawa Barat, i den västra delen av landet, 70 km sydost om huvudstaden Jakarta. Desa Pasirjambu ligger vid sjön Waduk Cirata.